# One Wish
「One Wish」為日本團體EXILE於2010年6月16日發行的配信限定單曲。

## 解說
- 與配信單曲「THE NEXT DOOR」相隔約1年4個月，計算實體單曲便跟前作「FANTASY」相隔短短一星期。
- Vocal為ATSUSHI、TAKAHIRO、NESMITH、SHOKICHI，並於EXILE的節目「EXE」多次唱出本作。
- 本作配信所得收益全數撥捐日本紅十字會作海地大地震的復興費用[1]。
- 現場披露於「EXILE LIVE TOUR 2010 FANTASY」的安哥環節。
- 收錄於其後發行的專輯「祈願之塔」中。

## 收錄曲
1. One Wish
  - 作詞・作曲：ATSUSHI / 編曲：中野雄太

海地大地震復興支援慈善歌曲。

## 外部連結
1. ↑  .   [2012-01-29]. （原始内容存档于2012-02-07）.